# Rafaelle Souza
Rafaelle Leone Carvalho de Souza (Cipó, Brasil; 18 de junio de 1991), conocida como Rafaelle, es una futbolista brasileña. Juega como defensora o centrocampista en el Orlando Pride de la National Women's Soccer League de Estados Unidos. Es internacional con la selección de Brasil.

## Biografía
Rafaelle nació en Cipó, un pequeño pueblo del interior de Bahía, a 230 km de Salvador. Es licenciada en Ingeniería Civil por la Universidad de Misisipi, en Estados Unidos.

## Trayectoria
En enero de 2014, Rafaelle fue elegida en la segunda ronda del draft de la NWSL por Houston Dash. Quedó libre después de jugar una temporada, pero el FC Kansas City adquirió sus derechos la semana siguiente. En marzo de 2015, Kansas City anunció que Rafaelle no jugaría la NWSL 2015 ya que estaba entrenando con la selección de Brasil.
En 2016, fichó con el Changchun Zhuoyue de la Superliga Femenina de China, junto a Raquel Fernandes y Darlene. Los términos del contrato no se dieron a conocer, pero en una entrevista con Globo Esporte, la futbolista dijo que la paga era considerablemente más alta de lo que podía ganar en Brasil. En 2017, su compañera en la selección carioca Cristiane se unió a ella en el Changchun Zhuoyue.
En abril de 2021, fue cedida en préstamo al Palmeiras.
El 18 de enero de 2022 se anunció su fichaje por el club inglés Arsenal de la FA WSL de Inglaterra.

## Estadísticas

### Clubes
| Club                      | País           | Año             |
| ------------------------- | -------------- | --------------- |
| Houston Dash              | Estados Unidos | 2014            |
| São Francisco do Conde EC | Brasil         | 2014 - 2016     |
| Changchun Zhuoyue         | China          | 2016 - 2021     |
| Palmeiras (préstamo)      | Brasil         | 2021            |
| Arsenal                   | Inglaterra     | 2022 - 2023     |
| Orlando Pride             | Estados Unidos | 2023 - presente |

## Palmarés

### Títulos regionales
| Título        | Equipo    | Sede      | Año  |
| ------------- | --------- | --------- | ---- |
| Copa Paulista | Palmeiras | São Paulo | 2021 |

### Títulos nacionales
| Título                | Equipo  | Sede       | Año     |
| --------------------- | ------- | ---------- | ------- |
| FA Women's League Cup | Arsenal | Inglaterra | 2022-23 |

### Títulos internacionales
| Título                | Equipo | Sede     | Año  |
| --------------------- | ------ | -------- | ---- |
| Juegos Panamericanos  | Brasil | Canadá   | 2015 |
| Copa América Femenina | Brasil | Chile    | 2018 |
| Copa América Femenina | Brasil | Colombia | 2022 |

(*) Incluyendo la Selección

### Distinciones individuales
| Distinción                        | Año  |
| --------------------------------- | ---- |
| Mejor Once de la Conmebol (IFFHS) | 2022 |